# Жидков, Валерий Викторович
Вале́рий Ви́кторович Жидко́в (24 марта 1975, Тамбов) — украинский сценарист, телеведущий, автор Студии «Квартал-95», стендап-комик, бывший участник команд КВН: «Тамбовские волки», «95 квартал», бывший капитан команды КВН «Тапкины дети». В 2022 году — внештатный советник председателя СБУ Ивана Баканова.

## Биография
Родился 24 марта 1975 года в Тамбове в семье милиционера, отец Виктор Жидков проработал всю жизнь в милиции, стал полковником.
В старших классах увлекался программированием. Окончил Тамбовский государственный технический университет, получил профессию инженер-системотехник. После учёбы год отслужил в армии, потом отец его устроил работать в милицию, и он 2 года работал оперуполномоченным.
С 1993 года играл в команде КВН «Тамбовские волки» вместе со Степаном Казаниным, позже был капитаном команды КВН «Тапкины дети», также одно время капитаном этой команды был и Казанин. После распада команды перешли в «95 квартал» и жили в Кривом Роге.
С 2003 года живёт в Киеве, тогда же стал автором «Студии Квартал-95».
Ведущий новостной программы ЧистоNEWS. Был уволен по причине отсутствия достоверной информации в своих выпусках. Играет в любительской хоккейной Лиге Киева.
С февраля 2022 года — советник председателя СБУ Ивана Баканова.
В 2025 году Евгений Кошевой сообщил, что Жидков больше не проживает в Украине.

## Семья
Жена — Мария Жидкова (Васильева) (род. 29 декабря 1979) — концертный директор Валерия Жидкова, сопровождает мужа на гастролях. Знакомы с 1997 года. Мария занималась народными танцами в коллективе «Студенческая весна».
Дочери — Елизавета Жидкова (15 августа 2004) (крёстный отец — Александр Пикалов) и Софья Жидкова (8 октября 2014).

## Телевидение
- «Пороблено в Україні» (Интер)[14]
- «Вечерний квартал» (автор, читает иногда свои тексты, иногда поёт с певцом и гитаристом Андреем Голованем)[15][16]
- «ЧистоNEWS» (Интер; 1+1) вместе с Владимиром Зеленским[17] (до 2 октября 2014 г, с 15 декабря 2014 г. и до конца февраля 2015 г., с 31 августа по 1 октября 2015 г., и с 5 сентября по 27 октября 2016 г.), Александром Пикаловым (с 6 октября по 12 декабря 2014 г., и в марте-апреле 2015 г.), Евгением Кошевым (в апреле-июне, с 5 октября по 24 декабря 2015 г., и с 3 сентября 2018 г.) и Еленой Кравец (с 21 марта по 9 июня 2016 г.)
- «Вкусная лига» (Интер) (участие, соревновался в приготовлении блюд с Отаром Кушанашвили)[18]
- Что? Где? Когда? (Украина) — участник команды знатоков[19]
- «Вечерний Киев».
- #Гуднайтшоу (1+1) (с 27 апреля 2018 года)[20] или Шоу ГудНайт Клаб[21]
- Де-Мократия? (с 29 июня 2019)[22]

## Фильмография

### Сценарист
- 2007 — Три мушкетёра
- 2009 — Как казаки…
- 2012—2016 — Сказочная Русь
- 2015—2019 — Слуга народа

### Актёр
- 2015 — Слуга народа — комик-стендапер
- 2019 — Слуга народа — 3 — учитель истории из 2049 года

## Награды
- В 2012 году Жидков и Зеленский получили статуэтку «Телетриумф» в номинации «Ведущий развлекательной программы».
- 2022 — Ведомственное огнестрельное оружие СБУ.